# USS Enterprise (1831)
Pour les autres navires du même nom, voir USS Enterprise.
L'USS Enterprise est une goélette de l’United States Navy lancé en 1831 au New York Navy Yard. A l'exception d'un tour du monde effectué entre 1835 et 1839 dans le cadre de missions diplomatiques, le navire passe l'essentiel de sa carrière à protéger les intérêts américains au large de l'Amérique du Sud avant d'être mis hors service en 1844.

## Histoire
L'USS Enterprise est lancé par le New York Navy Yard le 26 octobre 1831, et mis en service le 15 décembre 1831, sous le commandement du lieutenant S. W. Downing. Le 12 janvier 1832, l'Enterprise s'embarque pour l'Amérique du Sud où il patrouille jusqu'en avril 1834 au sein du Brazil Squadron afin de protéger les intérêts américains. Il retourne alors à New York pour effectuer une maintenance et reprend la mer en juillet 1834 pour retrouver le Brazil Squadron.
En 1835, le président Andrew Jackson envoie le diplomate Edmund Roberts avec l'USS Peacock commandé par le lieutenant Cornelius Stribling (en), accompagné de l'Enterprise commandée par le lieutenant commander A. S. Campbell, tous deux sous le commandement du commodore Edmund P. Kennedy, en Cochinchine, créant ainsi l'escadron des Indes orientales.
La croisière en Extrême-Orient passe par l'Afrique, l'Inde et les Indes orientales. Continuant vers l'est, l'Enterprise fait escale à Honolulu, Hawaï, en septembre 1836, puis se dirige vers la côte ouest du Mexique, arrivant à Mazatlán le 28 octobre 1836. Il parcourt la côte ouest de l'Amérique du Sud jusqu'en mars 1839, date à laquelle il quitte Valparaíso, au Chili, pour contourner le Cap Horn. Le navire fait escale à Rio de Janeiro et navigue jusqu'à Philadelphie où il est mis hors service le 12 juillet 1839.
L'Enterprise est remis en service le 29 novembre 1839 et, le 16 mars 1840, il quitte New York pour l'Amérique du Sud. Il passe quatre ans au sein du Brazil Squadron afin de protéger le commerce américain dans cette zone. il fait ensuite route vers le nord pour rentrer chez lui. Le 20 juin 1844, le navire rentre au Boston Navy Yard et quatre jours plus tard, il est mis hors service pour la dernière fois. Il est vendu le 28 octobre 1844.